# Ісидор Севільський
Іси́дор Севі́льський (лат. Isidorus Hispalensis, ісп. San Isidoro de Sevilla; бл. 560, Картахена, Іспанія — 4 квітня 636, Севілья, Іспанія) — архієпископ Севільї у вестготській Іспанії, останній латинський отець церкви і зачинатель середньовічного енциклопедизму. Компілятор мосарабського богослужбового обряду. 1598 року його канонізовано Католицькою церквою. З 1998 Ісидор Севільський вважається покровителем Інтернету.

## Біографія
Ісидор Севільський народився близько 560 року в Новому Карфагені (нині у місті Картахена, що у Іспанії) в знатній родині благочестивих християн Северіана і Теодори. У нього було два брати, Леандр та Фульгенцій, і сестра Флорентіна. Їх усіх згодом зараховано до лику святих. Рано втративши батька, матір, батьківські функції виконував його старший брат Леандр (єпископ), слідом за старшим братом став духівником вестготського короля Реккареда і досяг успіху в зверненні його з аріанської єресі в католицьку віру. Поняття православний виникло в період іконоборства у VIII ст. Головував на четвертому Толедському соборі, який затвердив єдність держави і церкви, а також санкціонував політику віротерпимості до євреїв.

## Покровитель Інтернету

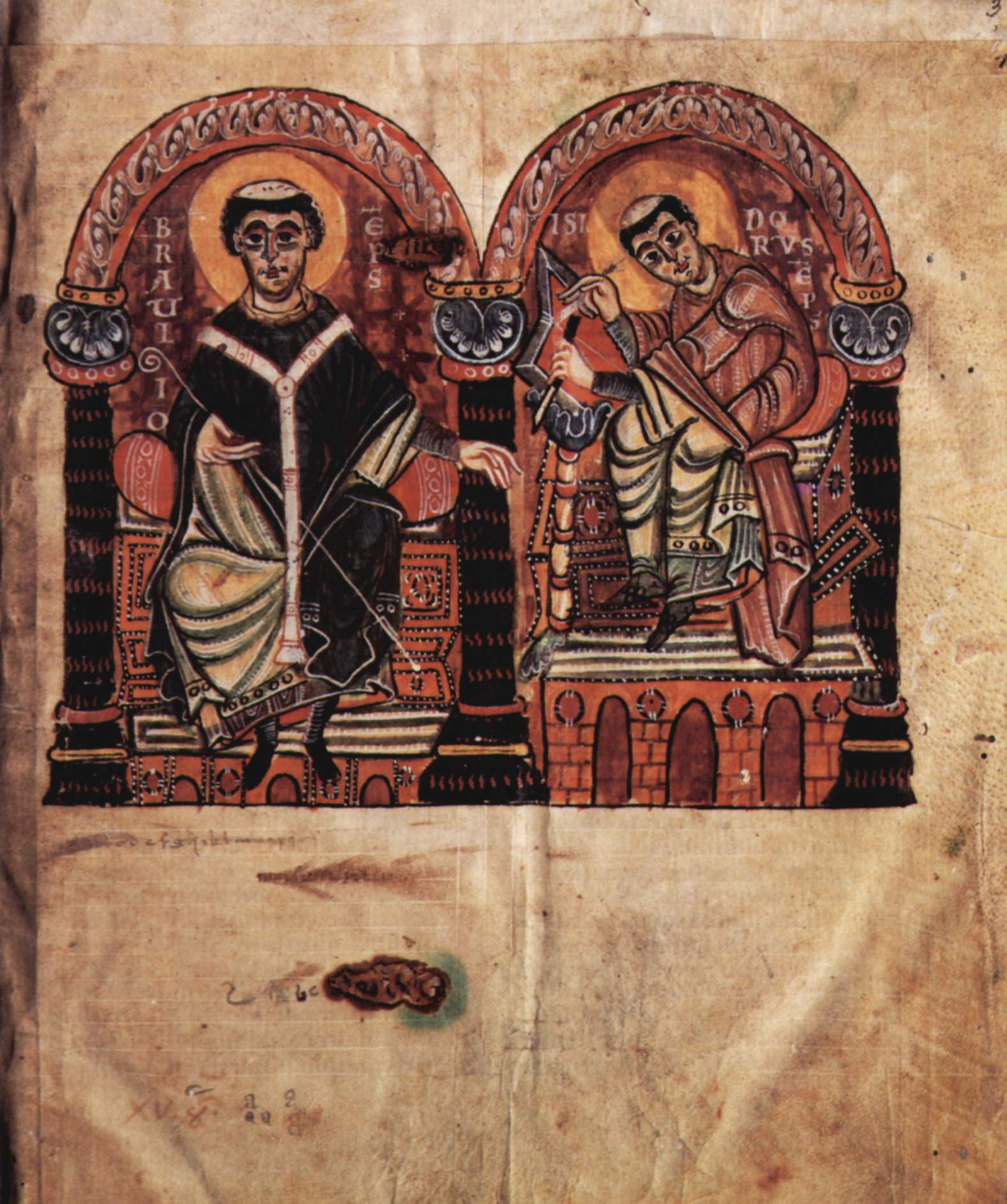
Зображення єпископів Брауліо Сарагоського та Ісидора Севільского з манускрипту X ст.

Його вважають першим енциклопедистом, який справив значний вплив на історію середніх віків: у багатьох країнах світу святом інтернет-мережі відзначають 4 квітня — у день святого Ісидора Севільського. 1998 року День Інтернету санкціонований Папою Іваном Павлом II. Святий покровитель Інтернету вже затверджений офіційно.
Молитва святому Ісидору Севільскому перед заходом в Інтернет :
Всемогутній і вічний Боже, який створив нас на свою подобу і повелів нам шукати насамперед того, що добре, справжнє і гарне, особливо у Божественній Особі Твого Єдинородного Сина, Господа нашого Ісуса Христа, допоможи нам, благаємо Тебе, за заступництвом св. Ізидора, єпископа і вчителя, щоб ми під час наших мандрівок в Інтернеті спрямовували наші руки та очі лише на те, що Тобі до вподоби, і ставилися з любов'ю і терпеливістю до всіх тих, кого зустрінемо. Через Христа, Господа нашого. Амінь.
Святий Іcидоре, молись за нас!

## Твори
Найбільша праця Ісидора «Етимології» є енциклопедією тодішніх знань, взятих переважно з античності. У 20 розділах своєї книги Ісидор виклав відомості з граматики, риторики, математики, медицини, історії, права, космології, теології, агрономії, зоології та інших галузей знань. Книга була надзвичайно популярною в середні віки: до нашого часу збереглися понад тисячу її рукописних примірників. Крім того, Ісидор Севільський є автором численних праць з природознавства, граматики, теології, історії. Для історії церкви надзвичайно важлива його «Книга канонів», у котрій зібрані постанови соборів, що проходили в усьому християнському світі в античності і з початком Середньовіччя. Він написав дві хроніки, у яких коротко виклав історію від створення світу. Найціннішими з його історичних творів є «Історія готів, вандалів, і свевів».

### Етимології

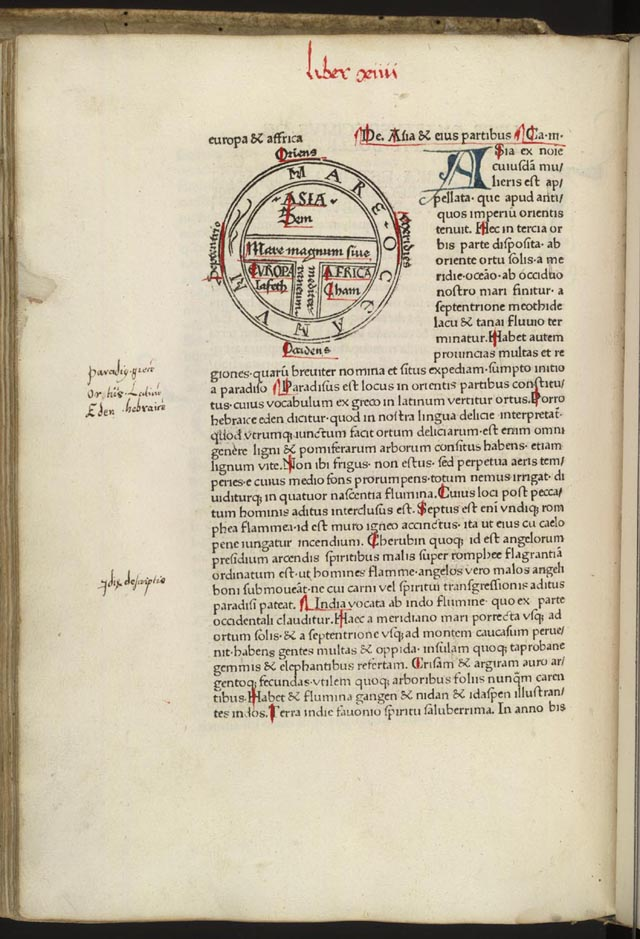
Перше друковане видання етимології (1472)

Етимології (лат. Etymologiarum) або Початки (лат. Origines) — головна енциклопедична праця Ісидора. Складається з двадцяти томів.
- Перші три томи присвячені семи вільним мистецтвам, тобто союзу тривіуму — граматиці (перший том), риториці та діалектиці (другий том) — і квадрівіуму — арифметиці, геометрії, астрономії та музиці (третій том)
- Четвертий том — медицині та бібліотекам
- П'ятий том — законам та хронології
- Шостий том — церковним текстам і обрядам
- Сьомий том — Богу, ангелам і святим, а також земним і небесним ієрархіям
- Восьмий том — церкви і єресями (Ісидор описує щонайменше 68 з них)
- Дев'ятий том — мовам, народам, царствам, містам і титулам
- Десятий том — етимології
- Одинадцятий том — людині, чудесам і знаменням
- Дванадцятий том — звірам та птахам
- Тринадцятий том — частинам світу
- Чотирнадцятий том — географії
- П'ятнадцятий том — архітектурі та будівництву доріг
- Шістнадцятий том — каменям і металам
- Сімнадцятий том — землеробству
- Вісімнадцятий том — термінам війни, праву і публічним іграм
- Дев'ятнадцятий том — кораблям, будівлям та одягу
- Двадцятий том — їжі, інструментам і меблям

### Інші праці
- Про природу речей (лат. De natura rerum)
- Відмінності (лат. Differentiarum)

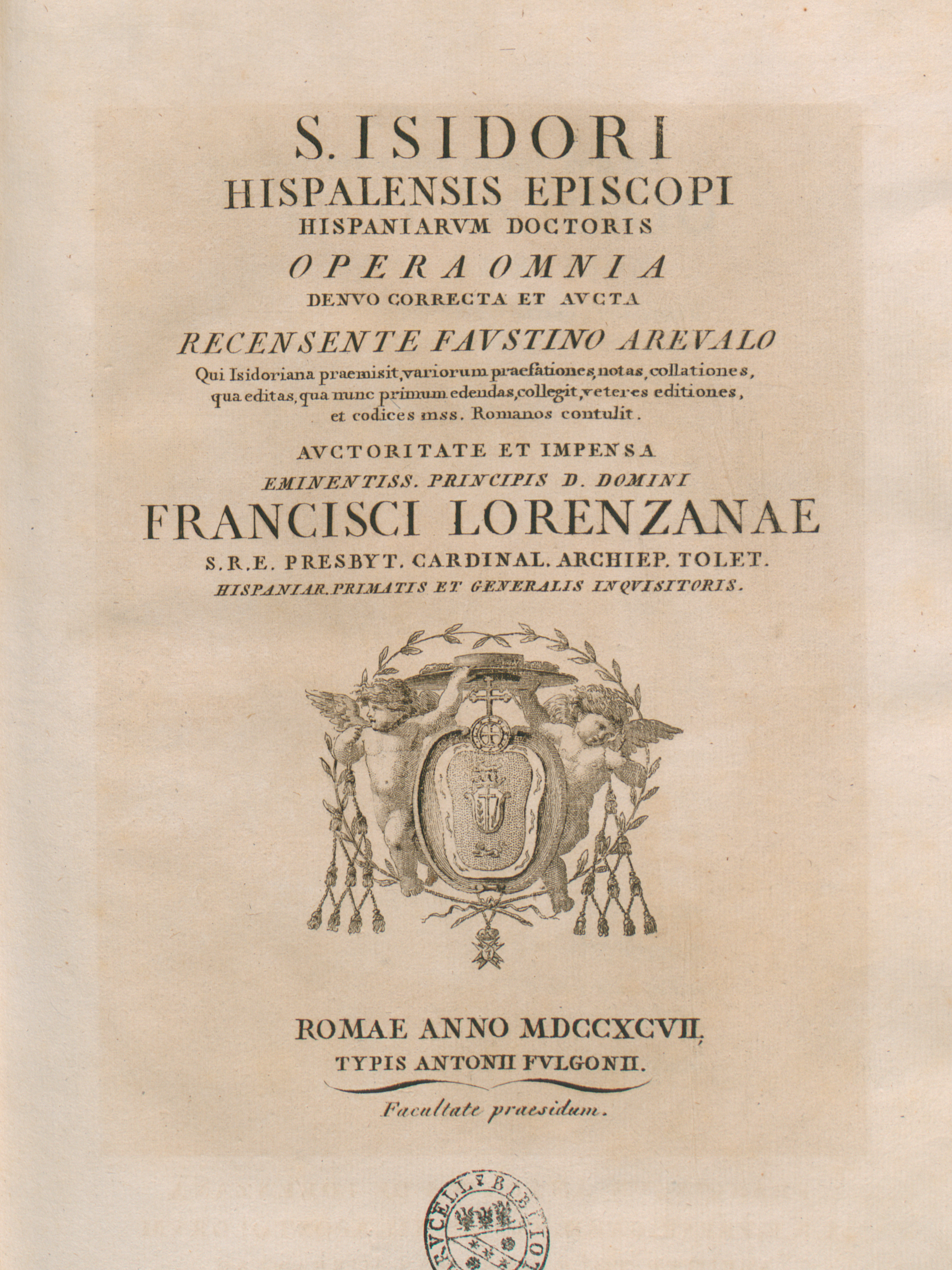
Opera omnia, 1797

- Про славних мужів (лат. De viris illustribus), згодом продовжені Ільдефонсом
- Книга про числа у Священному Писанні (лат. Liber numenorum qui in sanctis scripturis occurunt)
- Про походження царів готів, вандалів і свевів (лат. De origine Gothorum et regno Sueborum et Vandalorum)
- Питання на Старий Заповіт (лат. De Veteri et Novo Testamento quastiones)
- Сентенції (лат. Sententiarum libri tres)

- Ісидор Севильский Історія готів [Архівовано 5 червня 2016 у Wayback Machine.]. (Пер. з англ.: Железнов С.). (рос.)
- Ісидор Севільський Історія вандалів [Архівовано 19 грудня 2009 у Wayback Machine.]. (Пер. з нім.: Thietmar). (рос.)
- Ісидор Севільський Історія свевів [Архівовано 15 лютого 2008 у Wayback Machine.]. (Пер. з нім.: Thietmar). (рос.)
- Ісидор Севільський. Про природу речей Передмова [Архівовано 19 січня 2009 у Wayback Machine.] Текст [Архівовано 16 травня 2011 у Wayback Machine.](рос.)
- Ісидор Севільський. Етимології [Архівовано 5 серпня 2011 у Wayback Machine.] (латиною)
- Латинські тексти «Етимологій» та «Історії готів, вандалів і свевів» [Архівовано 4 березня 2017 у Wayback Machine.]
- У 2006 р. опублікований перший англійський переклад «Етимологій» (рецензія [Архівовано 5 червня 2016 у Wayback Machine.]).

## Патрон
- Португалія:
  - муніципалітет: Ейшу
  - парафії: Ромаріш